# Sant'Angelo Lodigiano
Sant’Angelo Lodigiano är en ort och kommun i provinsen Lodi i regionen Lombardiet i Italien. Kommunen hade 13 245 invånare (2018).